# Tren Ligero de Norfolk
El Tren Ligero de Norfolk  o Tide Light Rail es un sistema de tren ligero que abastece al área metropolitana de Norfolk, Virginia. Inaugurado el 19 de agosto de 2011, actualmente el Tren Ligero de Norfolk cuenta con 1 línea y 11 estaciones.

## Administración
El Tren Ligero de Norfolk es administrado por Hampton Roads Transit.